# Тузов, Даниил Олегович
Дании́л Оле́гович Ту́зов (род. 7 января 1973) — российский правовед-цивилист, профессор кафедры гражданского права и процесса НИУ ВШЭ СПб, доктор юридических наук, доктор римского и гражданского права (La Sapienza, Италия).

## Биография
В 1995 г. окончил юридический факультет Томского государственного университета с дипломом с отличием; с этого же года обучался в аспирантуре ТГУ; в 1999 г. в диссертационном совете ТГУ защитил кандидатскую диссертацию на тему «Реституция в гражданском праве» (научный руководитель доц. В. М. Чернов);с 1998 г. работал старшим преподавателем и доцентом на кафедре гражданского права ТГУ;
С 2001 г. состоял в докторантуре ТГУ. С 2002 по 2011 гг. проходил многочисленные стажировки в российских и зарубежных центрах изучения римского права (Москва, Варшава, Мессина, Рим, Мюнхен, Павия, Помпеи); с 2004 г. состоял в докторантуре у Первого Римского университета «La Sapienza» (Италия). В 2006 г. в диссертационном совете ТГУ защитил докторскую диссертацию на тему «Общие учения теории недействительных сделок и проблемы их восприятия в российской доктрине, законодательстве и судебной практике» (научный консультант проф. Б. Л. Хаскельберг);
С 2008 по 2012 год работал научным сотрудником департамента сравнительного права Туринского университета (Италия); в 2009 г. в Первом Римском университете «La Sapienza» (Италия) защитил диссертацию по римскому праву на тему «‘Rescissio’ in diritto romano. Studi sul significato di ‘rescindere’ nelle fonti giuridiche romane» (научный руководитель проф. Марио Таламанка);
С 2012 по 2015 год периодически проходил стажировки в Макс-Планк-Институте сравнительного и международного частного права в Гамбурге (Германия); с 2011/12 по 2014/15 уч. г. — профессор по контракту (visiting professor) в Университете Тренто (Италия) при департаменте сравнительного права; в 2014/15 и 2015/16 уч. г. — профессор по контракту (visiting professor) в Венецианском Университете «Ка Фоскари» (Италия); в 2017/18 уч. г. — профессор по контракту (visiting professor) в Университете Восточного Пьемонта «Амедео Авагадро», факультет экономики (Италия, г. Новара), курс «Римское право»;
С сентября 2013 г. по июнь 2021 г. — профессор кафедры гражданского права СПбГУ.
С июля 2021 г. является преподавателем в Санкт-Петербургском кампусе НИУ ВШЭ.

## Научная деятельность
Ежегодно участвует в международных конференциях по римскому праву, проводимых Société Internationale Fernand de Visscher pour l’Histoire des Droits de l’Antiquité (SIHDA), а также в других международных конференциях.
С 2015 г. входит в состав редакционного совета журналов «Закон» и «Ius Romanum», редколлегии польских юридических журналов «Forum Prawnicze» (Варшава) и «Przegląd prawniczy Uniwersytetu im. Adama Mickiewicza»/«Adam Mickiewicz University Law Review» (Познань, Польша). Член Научно-консультативного совета при Федеральном Арбитражном Суде Дальневосточного округа (Хабаровск), диссертационного совета при Томском государственном университете; научного комитета итальянского романистического журнала «Tesserae iuris».

### Основные работы
Книги
- Теория недействительности сделок: опыт российского права в контексте европейской правовой традиции. М.: Статут, 2007. 604 с. (монография).
- Недопущение реституции и конфискация при недействительности сделок: Теоретический очерк. М.: Статут, 2008. 112 с. (монография);
- Вещные права: система, содержание, приобретение: Сб. науч. тр. в честь проф. Б. Л. Хаскельберга / Под ред. Д. О. Тузова. М.: Статут, 2008. 464 с.;
- Atlante di Diritto privato comparato. 5° ed. / a cura di F. Galgano con la collaborazione di F. Ferrari, G. Ajani, D. Tuzov. Bologna: Zanichelli, 2011. 344 p. (учебное пособие, в соавторстве).
- Сделки, представительство, исковая давность: постатейный комментарий к статьям 153—208 Гражданского кодекса Российской Федерации / Отв. ред. А. Г. Карапетов. М.: Статут, 2018. С. 348—469 (комментарии к ст. 166 и 167).
- Дигесты Юстиниана. Книга 44. Титулы I—V // Дигесты Юстиниана / Под ред. Л. Л. Кофанова. Т. 6. М.: Статут, 2005. С. 454—525 (перевод с латыни Дигест — основного источника римского права);
- Centesimus annus: памяти Б. Л. Хаскельберга (1918—2011), к столетию со дня рождения. Цивилистические исследования. Выпуск пятый / Под ред. Е. С. Болтановой, Д. О. Тузова. М.: Инфотропик Медиа, 2018. 212 с.
- Гражданское право. Общая часть: учебник / под ред. Е. С. Болтановой. Москва: ИНФРА-М, 2020. 515 с. (§§ 1-6 главы 8 «Сделки. Решения собраний»);

## Награды и почётные звания
- Премии и грамоты Администрации Томской области «За высокие достижения в науке и образовании» (2001, 2003, 2008)
- Премия Томского государственного университета за высокие достижения в науке (за цикл монографий о недействительности юридических сделок) (2008)
- Медаль Томского государственного университета «За заслуги перед Томским государственным университетом» (2008)

## Ссылка
- Страница на сайте Юридического института ТГУ
- Страница на сайте Zakon.ru
- Список опубликованных работ
- Страница на сайте НИУ ВШЭ